# 黄花塘镇
黄花塘镇，是中华人民共和国江苏省淮安市盱眙县下辖的一个乡镇级行政单位。2018年7月与旧铺镇合并，设立新的黄花塘镇。以原旧铺镇、黄花塘镇所辖区域和穆店乡的莲塘村委会区域为黄花塘镇行政区域。黄花塘镇人民政府驻旧铺村委会境内，办公地址为平源北路90号。

## 行政区划
黄花塘镇下辖以下地区：
新街社区、岗村社区、泥沛社区、瓦屋村、杨庄村、绿化村、张庵村、耿公村、五星村、倜傥村、芦沟村、枣园村、何圩村、五里村、常庄村和黄花塘村、旧铺社区、大字营村、焦山村、马桥村、民田村、新铺村、张洪村、郑盘村、千棵柳村、好汉村、时集村、人民村和雨山村。